# رابيني
رابيني (بروكلي رابيني أو راب) ( /rɑːb/ ) هو نبات صليبي أخضر، حيث أن أوراقه وبراعمه وسيقانه صالحة للأكل؛ وتشبه البراعم البروكلي إلى حد ما. تشتهر الرابيني بطعمها المر، وترتبط بشكل خاص بالمطبخ المتوسطي، وهو مصدر غذائي غني بشكل خاص بفيتامين ك.

## التصنيف
موطنه الأصلي أوروبا، وهو عضو في قبيلة كرنباوية من الفصيلة كرنبية (عائلة الخردل). يُصنف نبات الرابيني علمياً باسم (باللاتينية: Brassica rapa var. ruvo)، أو (باللاتينية: Brassica rapa subsp. sylvestris var. esculenta). يُعرف أيضًا باسم بروكليتي وبروكلي راب وراب الربيع وكرنب الروبة. اللفت والباك تشوي أصناف مختلفة من هذا النوع.

## الوصف
تحتوي نبتة الرابيني على عديد الأوراق المسننة التي تحيط بمجموعات من البراعم الخضراء التي تشبه رؤوس البروكلي الصغيرة. قد تتفتح أزهار صفراء صغيرة صالحة للأكل بين البراعم.

## الاستخدام المطبخي

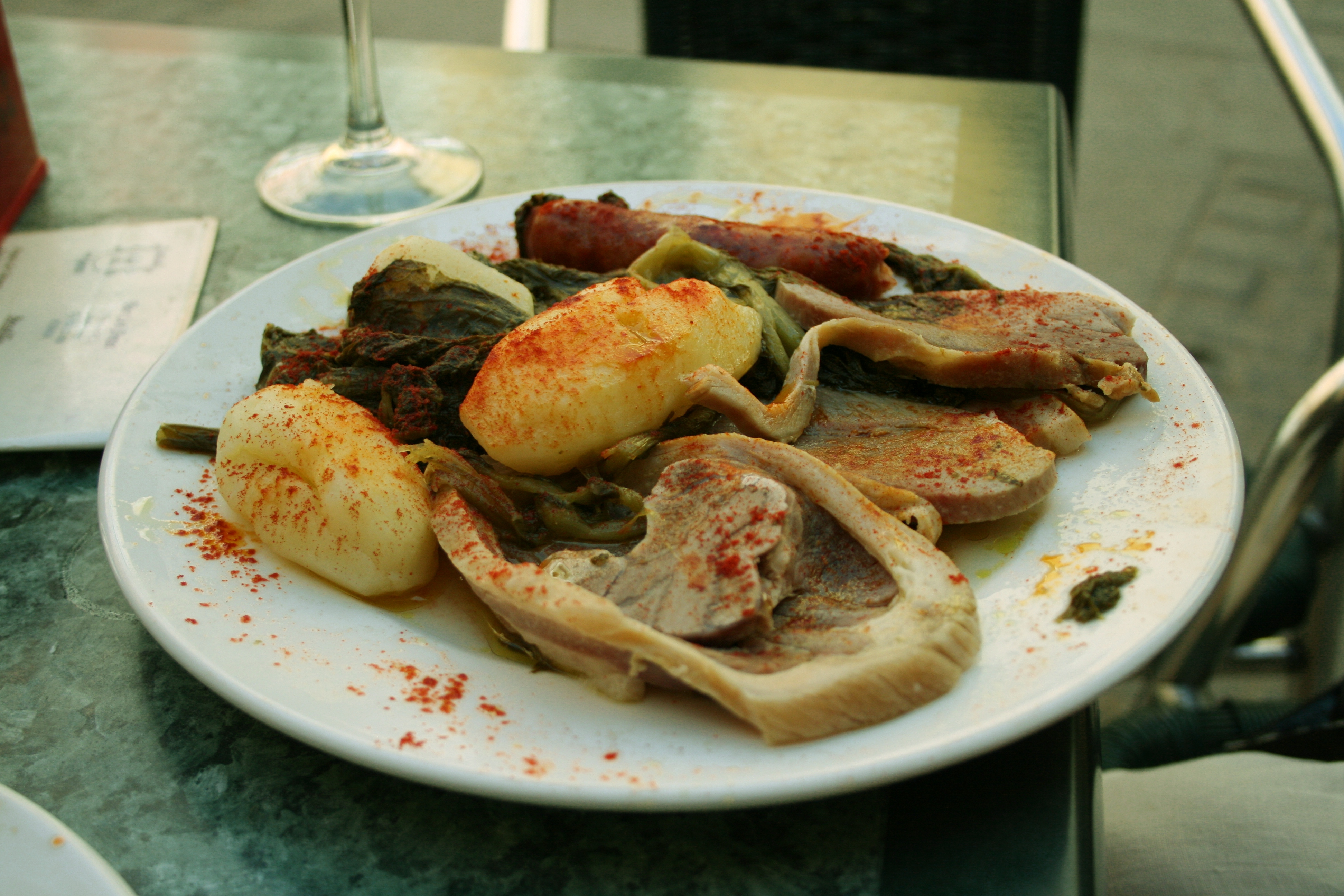
لاكون مع الخضر ، طبق غاليسي نموذجي: كتف لحم الخنزير مع لحم الخنزير المقدد، إلى جانب البطاطس المطهوة على البخار والنقانق

وُصفت نكهة الرابيني بأنها جوزية ومريرة ولاذعة، بالإضافة إلى نكهة لوز. لا تحتاج الرابيني إلى أكثر من تقليم القاعدة. تكون الساق بأكملها صالحة للأكل عندما تكون صغيرة، لكن القاعدة تصبح أكثر ليفية مع تقدم الموسم.
يستخدم الرابيني على نطاق واسع في مطبخ روما [الإنجليزية] وكذلك جنوب إيطاليا، وخاصة في مناطق صقلية، كالابريا، كمبانية، بولية، في الإيطالية، يسمى الرابيني (بالإيطالية: cime di rapa)، ترجمة حرفية 'قمم اللفت'‏ أو (بالإيطالية: broccoletti di rapa)، ترجمة حرفية 'اللفت والقرنبيط'‏؛ في نابولي، غالبًا ما تُسمى الخضار بفرياريلي. في المطبخ البرتغالي، يتشابه أجراس نابو في الطعم والملمس مع البروكلي راب. تحظى الرابيني أيضًا بشعبية كبيرة في منطقة غاليسيا في شمال غرب إسبانيا؛ حيث يُقام مهرجان الرابيني (بالإسبانية: Feira do grelo)‏ في مدينة أس بونتيس الجليقية كل شهر فبراير. يمكن أن يُقلي الرابيني أو يُطهى بزيت الزيتون مع الثوم، وأحيانًا الفلفل الحار والبلمية. يمكن استخدامه مكونًا في الحساء، ويُقدم مع أوريكيته، معكرونة أخرى، أو نقانق مقلية. يُبيض أحيانًا الرابيني قبل طهيه أكثر.
يحظى الرابيني في الولايات المتحدة بشعبية كبيرة في المطابخ الإيطالية الأمريكية ؛ حيث روج الأخوان داريجو [الإنجليزية] هذا المكون في الولايات المتحدة وأطلقوا عليه اسم بروكلي راب. يعد البروكلي راب أحد مكونات بعض سندويشات الهوجي والسندويشات البحرية [الإنجليزية] ؛ ففي فيلادلفيا [الإنجليزية]، تعد السندويشات الشعبية عبارة عن لحم خنزير مشوي على الطريقة الإيطالية [الإنجليزية] مع جبن بروفيولون [الإنجليزية] حاد محلي الصنع والبروكلي راب والفلفل. يمكن أن يكون الرابيني أيضًا أحد مكونات أطباق المعكرونة، خاصةً عندما يكون مصحوبًا بالنقانق الإيطالية.

## التَغذِيَة
يتكون الرابيني الخام من 93% ماء و3% من البروتين والكربوهيدرات، ويحتوي على كمية ضئيلة من الدهون (الجدول). بكمية مرجعية تبلغ قدرها 100 غرام من الرابيني يوفر 22 سعرة حرارية من الطاقة الغذائية، وهو مصدر غني من فيتامين ك، وفيتامين ج، وحمض الفوليك. يحتوي الغذاء على فيتامين أ وفيتامين هـ والعديد من فيتامينات ب، إلى جانب المعادن الغذائية والحديد والمنغنيز، بكميات معتدلة.

## الملاحظات
1. ↑  أو أنواع فرعية
2. ↑  (بالإيطالية: friarielli)‏
3. ↑  (بالبرتغالية: grelos de nabo‏)
4. ↑  ولكن ليس دائمًا
5. ↑  20% أو أكثر من القيمة اليومية
6. ↑  187% من القيمة اليومية
7. ↑  22% من القيمة اليومية
8. ↑  21% من القيمة اليومية (الجدول)
9. ↑  10–19% من القيمة اليومية (الجدول)